# Brunrör
Brunrör (Calamagrostis purpurea) är en gräsart som först beskrevs av Carl Bernhard von Trinius och fick sitt nu gällande namn av honom. I den svenska databasen Dyntaxa används istället namnet Calamagrostis phragmitoides. Enligt Catalogue of Life ingår Brunrör i släktet rör och familjen gräs, men enligt Dyntaxa är tillhörigheten istället släktet rör och familjen gräs. Arten är reproducerande i Sverige. Inga underarter finns listade i Catalogue of Life.

## Bildgalleri

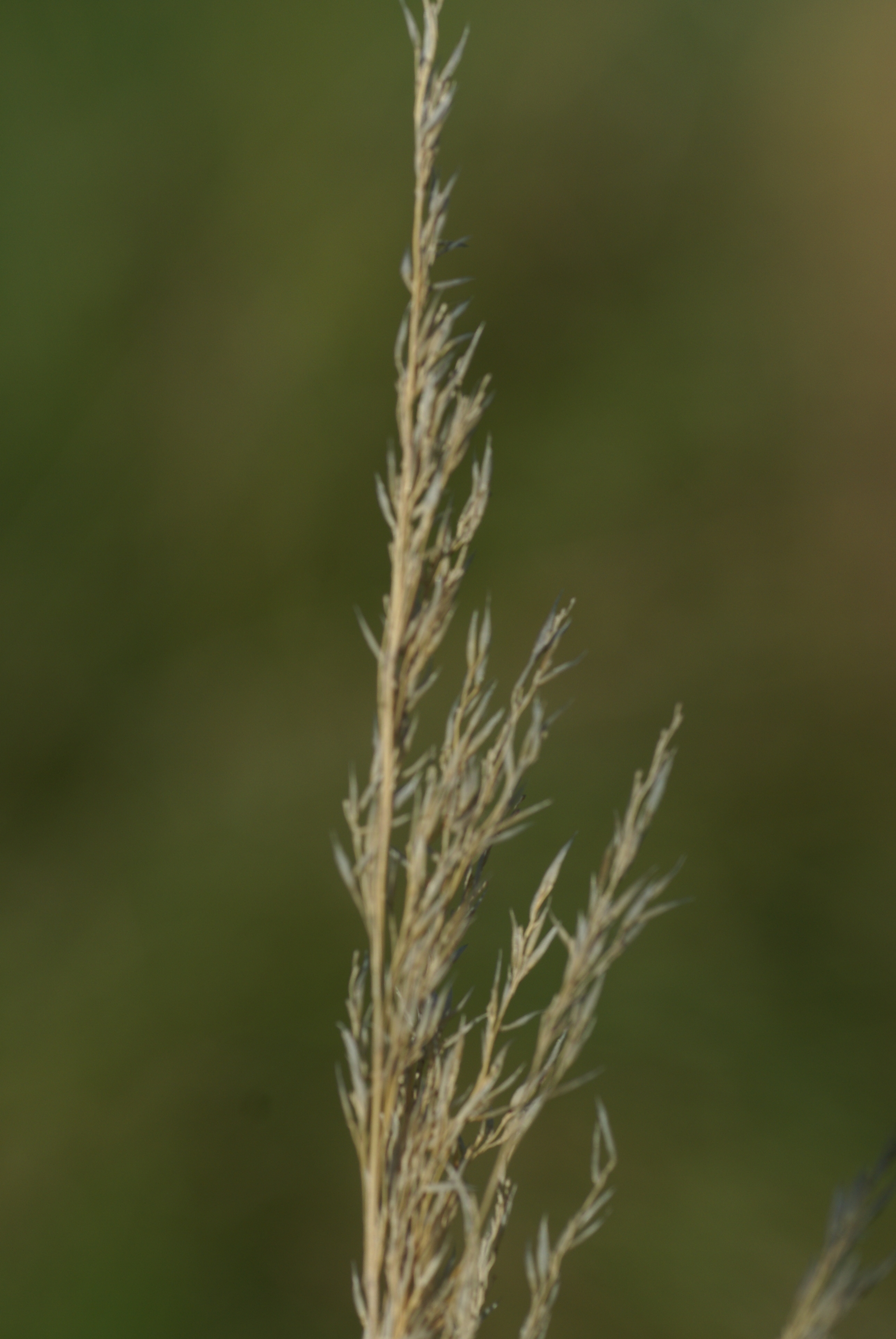
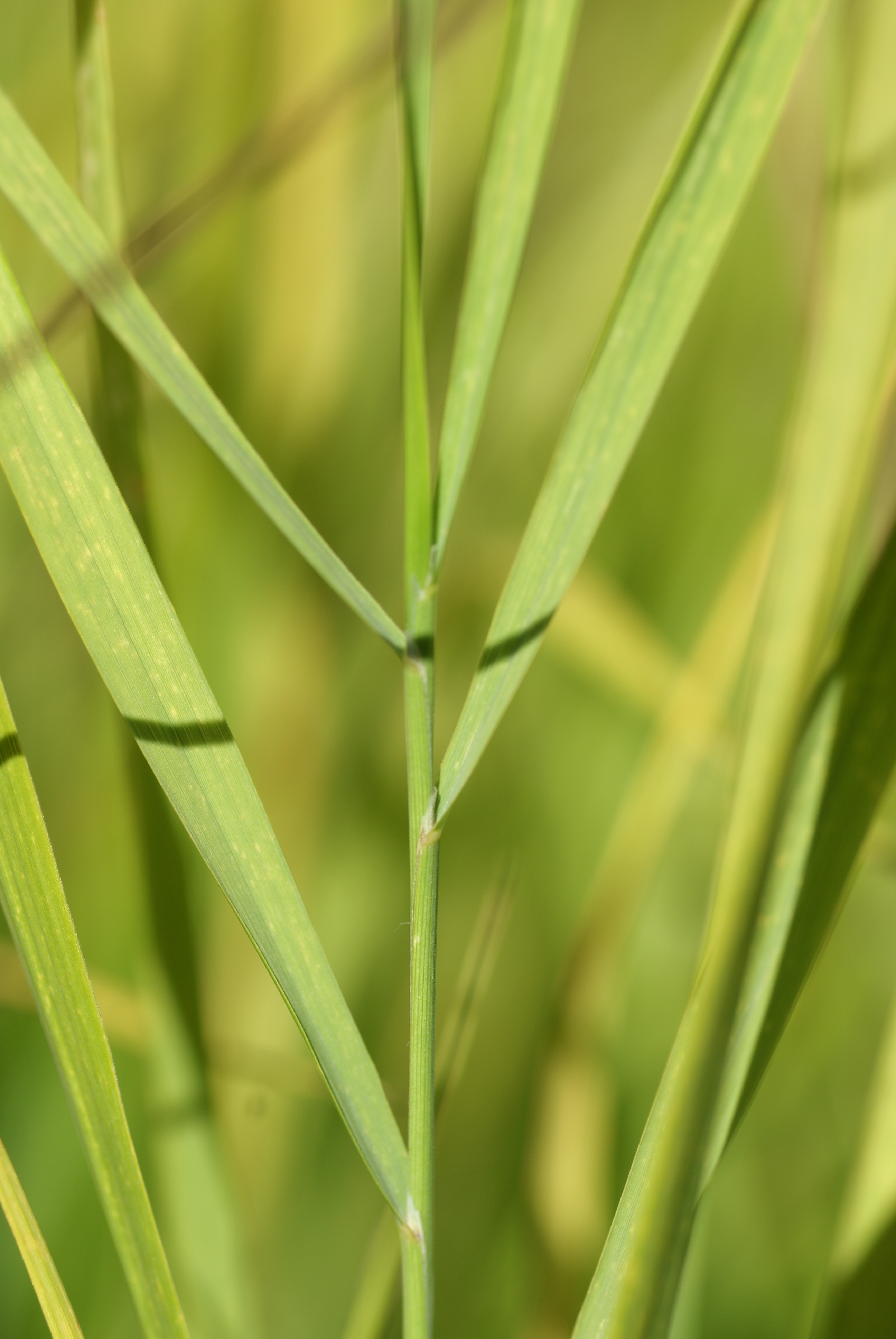
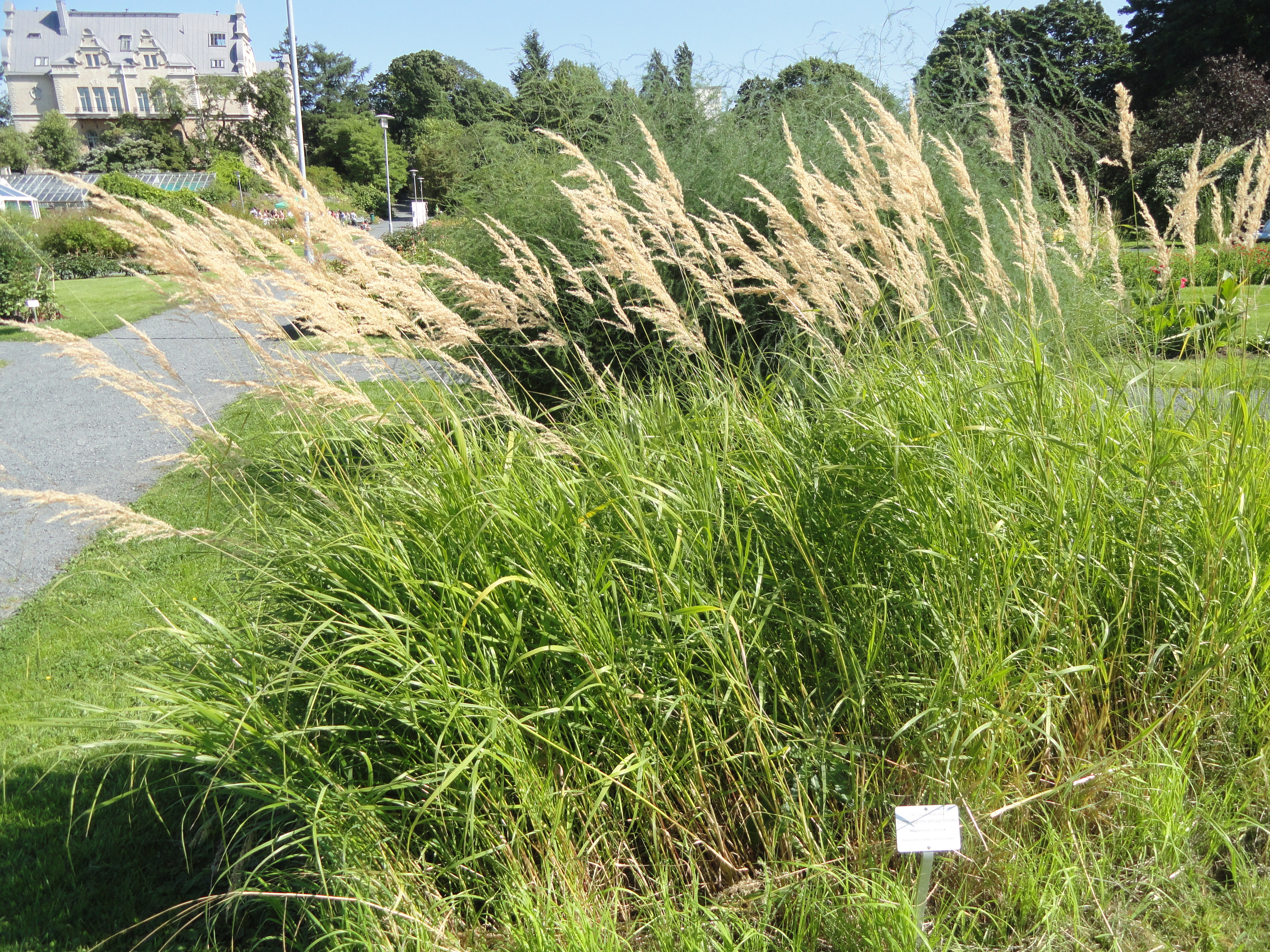
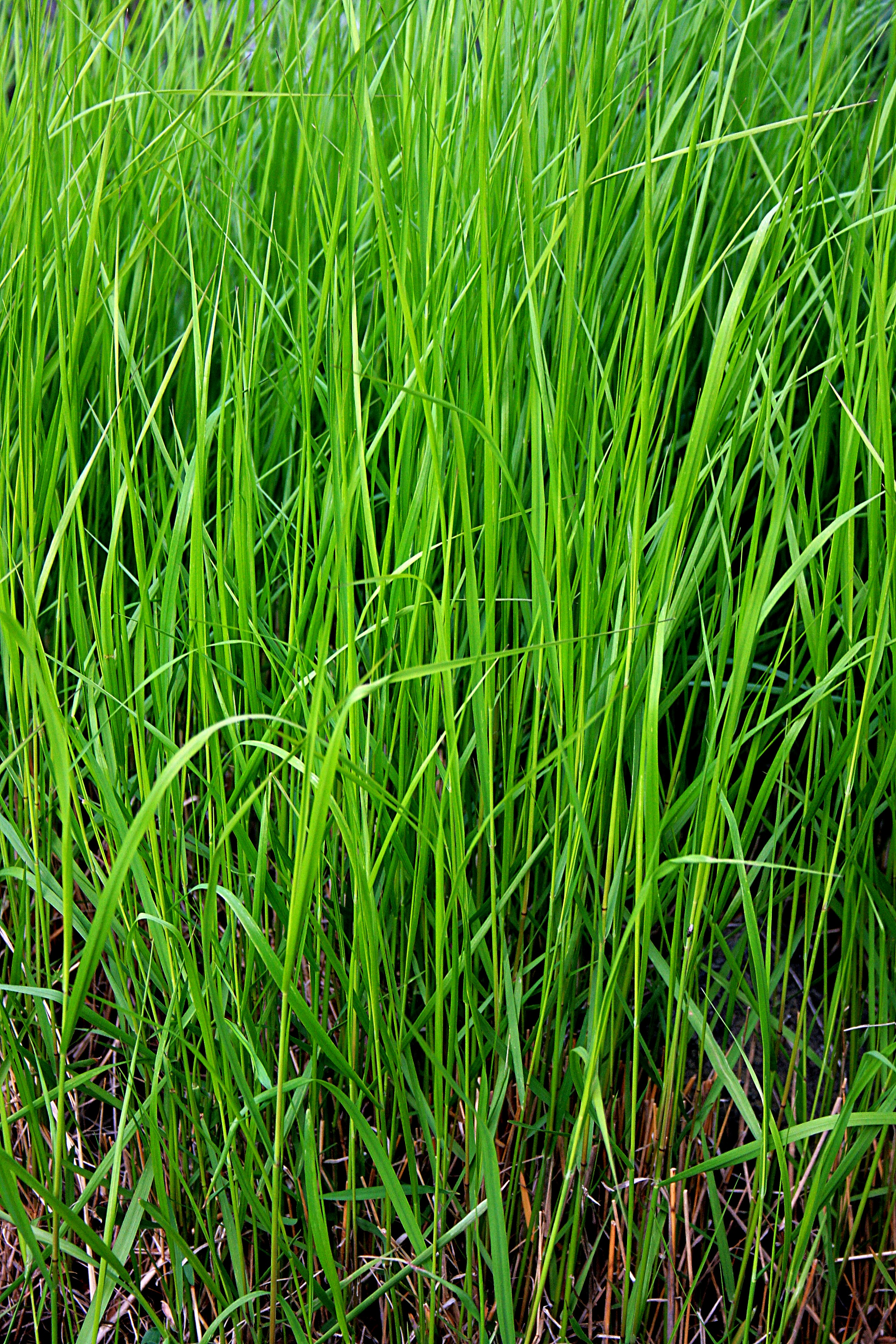